# Koningin Wilhelminaschool (Bussum)
De Koningin Wilhelminaschool is de naam van twee (voormalige) verschillende basisscholen in Bussum.

## Eerste
De eerste Koningin Wilhelminaschool in Bussum (lagere school en MULO) werd gebouwd in 1898 nabij de Brinklaan door architect H.J. Everts. De aanleiding voor de bouw was de beperkte capaciteit van de Willemschool aan de Landstraat. Dit monumentale gebouw van Everts werd echter gesloopt in 1971.

## Tweede
Vanaf 1952 werd een nieuwe gebouw aan de De Ruyterlaan met dezelfde schoolnaam aangeduid. Vanaf september 1993 werd de naam gewijzigd in 'Michiel de Ruyterschool'. Deze locatie voor openbaar onderwijs werd in de jaren negentig gesloten. In 2023 was het gebouw in gebruik als vrijwilligerscentrale.